# Yuval Gotlibovich
Yuval Gotlibovich (...) è un violista e compositore israeliano.
Gotlibovich è nato in Israele e ha studiato viola con Atar Arad e Anna Rasnovsky, conseguendo il Master of Music all'Università dell'Indiana Bloomington nel 2004 e il diploma nel 2005. Ha vinto alcune competizioni internazionali, tra le quali la Lionel Tertis International Viola Competition (2003), la Aviv Competition (2004)  e la Fischoff Chamber Music Competition (2004, come membro del Trio di colore).
Tiene un'attività concertistica in Europa, Stati Uniti d'America e Israele, come camerista e come solista con varie orchestre. Tra le sue composizioni vi sono Behind the Mirror, un'opera di teatro musicale, Pieces for cello solo, e un arrangiamento in diversi stili musicali di tredici delle Variazioni Goldberg, la cui interpretazione insieme agli altri due membri del Trio Garnati è stata pubblicata da Sony Classical. Su commissione del festival Are-More di Vigo ha composto un accompagnamento musicale per i film muti Il gabinetto del dottor Caligari e Il Golem - Come venne al mondo.
Ha interpretato la prima incisione della versione originale della Rhapsodie per viola e pianoforte e del trio per clarinetto, viola e pianoforte di Jean Françaix. Ha tenuto la prima dei concerti per viola a lui dedicati da Alexandre Eisenberg e Justin Merritt.
Ha insegnato come assistant professor di viola presso l'Università dell'Indiana dal 2004 al 2008 (dove è stato il più giovane della facoltà ad ottenere il titolo), poi dal 2009 come professore di viola presso il Conservatorio della Svizzera Italiana a Lugano e come assistente professore alla Escuela Superior de Música Reina Sofía di Madrid.